# Leucocyphoniscus verruciger
Leucocyphoniscus verruciger är en kräftdjursart som beskrevs av Karl Wilhelm Verhoeff 1900. Leucocyphoniscus verruciger ingår i släktet Leucocyphoniscus och familjen Trichoniscidae. Inga underarter finns listade i Catalogue of Life.